# Shichinohe
Shichinohe (七戸町?) è una cittadina giapponese della prefettura di Aomori.